# Krameria lappacea
Krameria lappacea là một loài thực vật có hoa trong họ Krameriaceae. Loài này được (Dombey) Burdet & B.B. Simpson miêu tả khoa học đầu tiên năm 1983.